# ルピヤ・バンダ
ルピヤ・ブウェザニ・バンダ（Rupiah Bwezani Banda、1937年2月13日 - 2022年3月11日）は、ザンビア共和国の政治家。ザンビア副大統領を経て 、2008年レヴィー・ムワナワサ大統領の死去にともない、大統領代行に就任。同年の大統領選挙で当選したと公式に発表された。その後、2011年までその任にあった。

## 生い立ち、外交官として
南ローデシア（現在のジンバブエ）南マタベレランド州、グワンダに生まれる。両親は北ローデシア（ザンビア）に職を得、移る。バンダにはオランダ改革派教会の後援で教育を受けることができた。1960年政治活動を開始し、統一民族独立党（UNIP）青年部に入党する。1966年ホープ・ムワンザ・マクルと結婚し5人の子を儲けた。
1960年代には、UNIP北欧代表を務める。 1965年駐エジプト（アラブ連合共和国）大使に就任。エジプト大使時代にアンゴラの反政府武装勢力「アンゴラ全面独立民族同盟」（UNITA）の指導者、ジョナス・サヴィンビとは友人であった。 1967年4月7日駐米大使。駐米大使を2年間務めた後、帰国しルラル開発公社総裁、国家農業マーケティング委員会ゼネラルマネージャーを歴任する。その後、再び外交界に戻り、国連総会代表となりナミビア独立問題などを担当した。1975年外相に就任。アンゴラ内戦の停戦に尽力した。

## 政治家として
1978年総選挙に立候補し国会議員に当選する。1988年に落選するが選挙の正当性をめぐり法廷闘争を展開した。また、鉱山相を務めた。1991年複数政党制民主主義運動（MMD）のロナルド・ペンザに破れ落選する。バンダは雪辱を期したが、UNIPは1996年総選挙をボイコット、バンダは党の方針を支持した。その後、バンダはMMDへと移った。2006年9月大統領選挙でMMDのレヴィー・ムワナワサが再選された。ムワナワサは2006年10月9日にバンダを副大統領に任命した。バンダの副大統領任命の背景として東部ザンビアの住民に対する支持獲得のためと観測された。2007年8月、南アフリカ開発共同体（SADC）サミット開催を前に、ムワナワサがジンバブエのロバート・ムガベ大統領を非難したことを受けて、ジンバブエを訪問している。

## 大統領

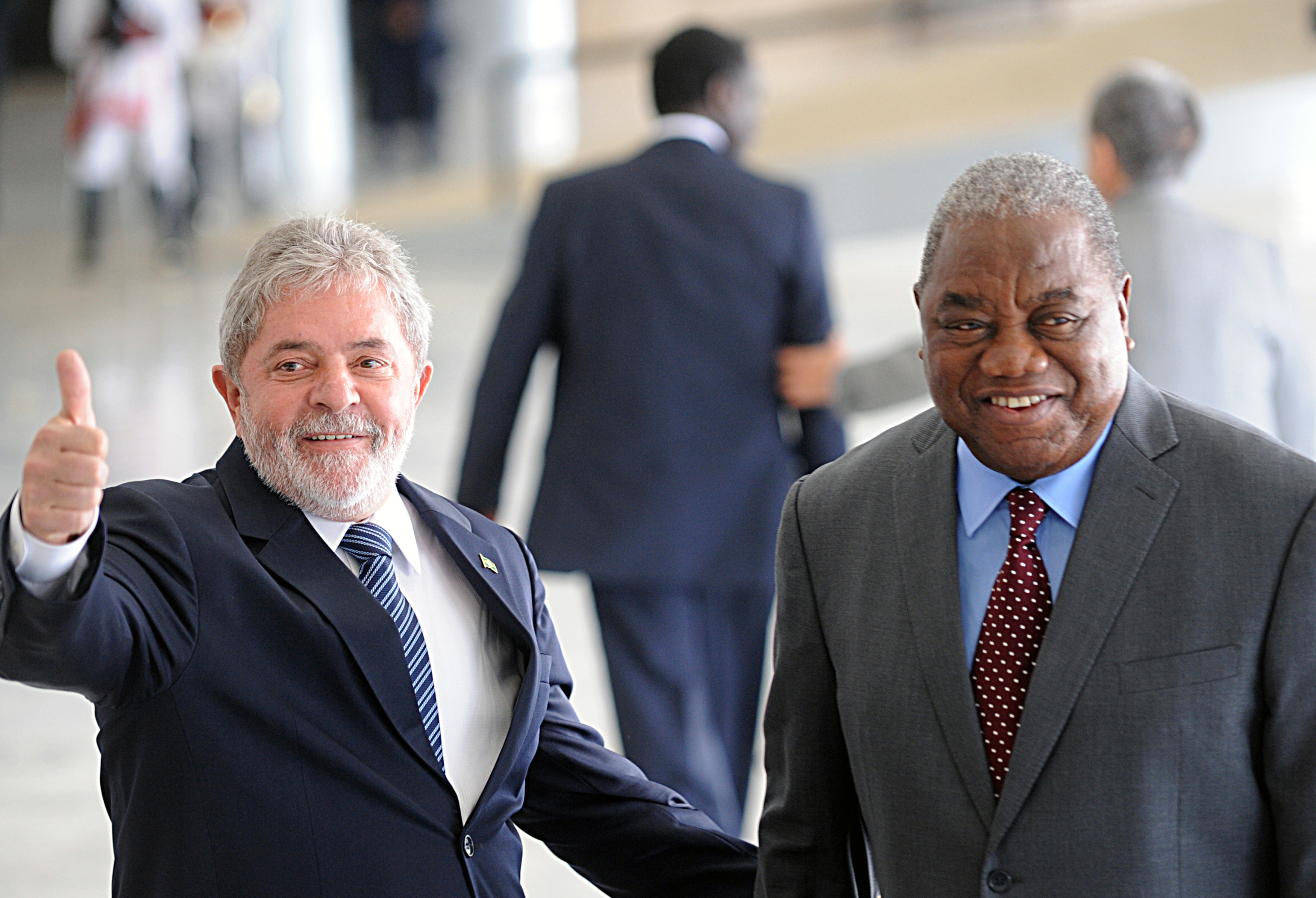
ブラジルのルーラ大統領（左）と共に

2008年6月29日のエジプトで行われたアフリカ連合（AU）サミットの後、ムワナワサ大統領が脳疾患で倒れたため、副大統領のバンダは大統領代行となった。
2008年8月5日、国会開院中、ジョージ・ムポンボを国防相に任命している。
2008年8月19日、ムワナワサ大統領は脳卒中のため、パリの病院で死去した。バンダは深い哀悼の意を表明し、国民に対して一週間喪に服すことを求めた。憲法の規定に従い、ムワナワサの死後90日以内に大統領選挙が実施されることとなった。
2008年10月30日に実施された大統領選挙ではムワナワサの経済重視路線の継承を訴え、40.09％の票を獲得して勝利した。しかし対立候補で野党の愛国戦線（PF）のサタ党首（得票率38.13％）は選挙に不正があったとして結果を受け入れなかった。
ムワナワサの任期満了にともない行われた2011年9月の大統領選ではサタが勝利し、バンダも敗北を認め大統領を退任した。MMDは1991年以来政権の座にあったが、これはアフリカでも珍しい選挙を通しての政権交代となった。

## 死去
2022年3月11日、結腸がんのためルサカ市内の自宅で死去。85歳没。

## エピソード
- 2009年6月24日、議会議事堂にある大統領執務室前の庭で記者会見を行った際付近の木の上にいたサルに小便をかけられる、というトラブルが発生した。これに対しバンダは大声でサルに向かって「あなたは私のジャケットに放尿した」とコメント、庭にいた報道陣や外交官らには「恐らく、これは天の恵みでしょう」とジョークでコメントした。